# Jerzy Poraziński
Jerzy vel Zygmunt de Boissy d’Anglas Poraziński (ur. 8 września lub listopada 1891 w Tavastehus, zm. wiosną 1940 w Katyniu) – porucznik kancelaryjny administracji Wojska Polskiego, ofiara zbrodni katyńskiej.

## Życiorys
Jerzy de Boissy d’Anglas Poraziński urodził się w 8 września lub listopada 1891 w Tavastehus na obszarze ówczesnego Wielkiego Księstwa Finlandii. Był synem Bronisława i Ludwiki de Margelain de Flachaire.
Studiował na Wydziale Prawa Uniwersytetu Dorpackiego. Brał udział w I wojnie światowej. Po odzyskaniu przez Polskę niepodległości został przyjęty do Wojska Polskiego w 1919. Pełnił funkcję tłumacza: od 1920 we Francuskiej Misji Wojskowej, w 1921 w Sztabie Głównym. Został awansowany na stopień porucznika jazdy ze starszeństwem z dniem 1 czerwca 1919 i w 1923 był zweryfikowany z lokatą 53, a w 1924 z lokatą 1. W latach 20. służył w 12 pułku ułanów z Krzemieńca, w tym w 1924 jako oficer nadetatowy był przydzielony do kadry Wyższej Szkoły Wojennej w Warszawie. Następnie został przeniesiony do służby administracji i zweryfikowany w stopniu porucznika administracji dział kancelaryjny ze starszeństwem z dniem z 1 czerwca 1919, zaś w 1928 był zweryfikowany z lokatą 1 i wówczas nadał służył w WSWoj. W 1929 został przeniesiony w stan spoczynku. W 1934 jako oficer administracji przeniesiony w stan spoczynku pozostawał w ewidencji Powiatowej Komendy Uzupełnień Warszawa Miasto III.
Po wybuchu II wojny światowej, kampanii wrześniowej i agresji ZSRR na Polskę z 17 września 1939 został aresztowany przez sowietów. Został osadzony w obozie w Kozielsku, gdzie przebywał wraz z jeńcami polskimi aresztowanymi po agresji ZSRR na Polskę. Był osadzony w obozie jenieckim w Kozielsku. Na wiosnę 1940 został przetransportowany do Katynia i rozstrzelany przez funkcjonariuszy Obwodowego Zarządu NKWD w Smoleńsku oraz pracowników NKWD przybyłych z Moskwy na mocy decyzji biura politycznego KC WKP(b) z 5 marca 1940. Został pochowany na terenie otwartego 28 lipca 2000 Polskiego Cmentarza Wojennego w Katyniu, gdzie w 1943 jego ciało zidentyfikowano podczas ekshumacji prowadzonych przez Niemców pod numerem AM 4080. Przy jego szczątkach zostały odnalezione: rozkaz wyjazdu, karta rekwizycyjna, list.
Decyzją ministra obrony narodowej Aleksandra Szczygły z 5 października 2007 został awansowany pośmiertnie na stopień kapitana, zaś awans został ogłoszony 9 listopada 2007 w Warszawie, w trakcie uroczystości „Katyń Pamiętamy – Uczcijmy Pamięć Bohaterów”.

## Ordery i odznaczenia
- Order Gwiazdy Jerzego Czarnego – Królestwo Serbów, Chorwatów i Słoweńców (przed 1923)[7]
- Krzyż Kawalerski Orderu Orła Białego – Królestwo Serbów, Chorwatów i Słoweńców (przed 1923)[7]
- Krzyż Kawalerski Orderu Świętych Maurycego i Łazarza – Zjednoczone Królestwo Włoch (przed 1923)[7]
- Medal Międzyaliancki (przed 1923)[7]
- Krzyż Kawalerski Orderu Korony – Królestwo Belgii (zezwolenie w 1933)[14]
- Krzyż Kawalerski Orderu Smoka Annamu – III Republika Francuska / kolonialny Wietnamu (zezwolenie w 1933)[14]
- Krzyż Oficerski Orderu Gwiazdy Czarnej –III Republika Francuska / kolonialny Beninu (zezwolenie w 1933)[14][15]
- Medal Honorowy I klasy – III Republika Francuska (zezwolenie w 1933)[14][16]